# Nati il 7 marzo
| Questa pagina contiene informazioni ricavate automaticamente dalle voci biografiche con l'ausilio del template Bio e di un bot. L'aggiornamento è periodico e automatico e ricostruisce completamente la pagina. Se manca una persona in questa lista, sei pregato di non aggiungerla, ma accertati piuttosto che la sua voce biografica contenga il template Bio e che i dati anagrafici siano correttamente compilati. Se il template Bio manca, inseriscilo tu stesso o, in alternativa, metti l'avviso {{tmp\|Bio}} che ne segnala la mancanza. Se i dati riportati sono sbagliati, correggi direttamente la voce biografica; le modifiche saranno visibili in questa lista entro pochi giorni. Per chiarimenti vedi il progetto biografie. La lista contiene solo le 1.237 persone che sono citate nell'enciclopedia e per le quali è stato implementato correttamente il template Bio. Pagina aggiornata al 9 ago 2025. |

## II secolo(2)
- 150 - Annia Aurelia Galeria Faustina, nobile romana
- 189 - Geta, imperatore romano († 211)

## III secolo(1)
- 283 - Santa Lucia, santa romana († 304)

## IX secolo(1)
- 828 - Ali al-Naqi, imam arabo († 868)

## XIII secolo(2)
- 1212 - Al-Būsīrī, poeta e grammatico egiziano († 1294)
- 1220 - Giacomo Bianconi, presbitero italiano († 1301)

## XIV secolo(1)
- 1398 - Ormanno degli Albizi, politico e militare italiano

## XV secolo(5)
- 1419 - Matilde del Palatinato, nobile e mecenate tedesca († 1482)
- 1437 - Anna di Sassonia, principessa tedesca († 1512)
- 1451 - Tommaso Baldinotti, nobile, presbitero e poeta italiano († 1511)
- 1481 - Baldassarre Peruzzi, architetto, pittore e scenografo italiano († 1536)
- 1487 - Galeazzo Flavio Capella, scrittore e politico italiano († 1537)

## XVI secolo(8)
- 1507 - Maddalena di Sassonia, nobile tedesca († 1534)
- 1508 - Humayun, imperatore indiano († 1556)
- 1523 - Francesco Giuntini, teologo e astrologo italiano († 1590)
- 1543 - Giovanni Casimiro del Palatinato-Lautern, nobile tedesco († 1592)
- 1547 - Satake Yoshishige, militare giapponese († 1612)
- 1556 - Guillaume du Vair, scrittore, giurista e vescovo cattolico francese († 1621)
- 1558 - Giovanni VII di Meclemburgo-Schwerin, duca tedesco († 1592)
- 1569 - Rodolfo Gonzaga, nobile italiano († 1593)

## XVII secolo(21)
- 1604 - Gabriel Perelle, incisore e disegnatore francese († 1677)
- 1607 - Innico Caracciolo, cardinale e arcivescovo cattolico italiano († 1685)
- 1609 - Mukai Genshō, filosofo giapponese († 1677)
- 1633 - Giovanni Battista Volpato, pittore e critico d'arte italiano († 1706)
- 1639 - Charles Stewart, III duca di Richmond, nobile, politico e diplomatico britannico († 1672)
- 1640 - Urbano Sacchetti, cardinale e vescovo cattolico italiano († 1705)
- 1640 - Maria Theresa van Thielen, pittrice fiamminga († 1706)
- 1663 - Tomaso Antonio Vitali, violinista e compositore italiano († 1745)
- 1669 - Aloys Thomas Raimund von Harrach, politico e diplomatico austriaco († 1742)
- 1670 - Raniero d'Elci, cardinale e arcivescovo cattolico italiano († 1761)
- 1670 - Carlo Tommaso di Lorena, generale austriaco († 1704)
- 1671 - Ellis Wynne, presbitero e scrittore gallese († 1734)
- 1675 - Jean-Pierre de Caussade, gesuita francese († 1751)
- 1678 - Filippo Juvarra, presbitero, architetto e scenografo italiano († 1736)
- 1684 - Johan Willem Ripperda, politico, diplomatico e avventuriero fiammingo († 1737)
- 1685 - Ludovico Perini, ingegnere e architetto italiano († 1731)
- 1686 - Francesco Antonio Saverio Grue, ceramista italiano († 1746)
- 1691 - Francesco Alborea, violoncellista e compositore italiano († 1739)
- 1693 - Papa Clemente XIII, papa, vescovo cattolico e cardinale italiano († 1769)
- 1693 - Joseph Joachim Edlinger, liutaio ceco († 1748)
- 1696 - Lajos Batthyány, politico ungherese († 1765)

## XVIII secolo(38)
- 1704 - Alfonso Sozy Carafa, vescovo cattolico italiano († 1783)
- 1711 - Giovanni Battista Jurileo, vescovo cattolico dalmata († 1788)
- 1714 - Carlo Tommaso di Löwenstein-Wertheim-Rochefort, nobile tedesco († 1789)
- 1715 - Ewald Christian von Kleist, poeta tedesco († 1759)
- 1720 - Giuseppe Rota, presbitero e letterato italiano († 1792)
- 1727 - André Morellet, economista, enciclopedista e traduttore francese († 1819)
- 1730 - Louis Auguste Le Tonnelier de Breteuil, diplomatico e politico francese († 1807)
- 1734 - Mir Nizam Ali Khan Siddiqi Asaf Jah II, principe indiano († 1803)
- 1739 - John Howard, XV conte di Suffolk, nobile e militare britannico († 1820)
- 1740 - Balthazar Georges Sage, chimico e mineralogista francese († 1824)
- 1746 - André Michaux, botanico e esploratore francese († 1801)
- 1748 - Francesco Chiarchiaro, vescovo cattolico italiano († 1834)
- 1750 - Luigi Angiolini, scrittore italiano († 1821)
- 1750 - Luigi Birago di Borgaro, nobile italiano († 1821)
- 1750 - Hamengkubuwono II, sovrano indonesiano († 1828)
- 1752 - Wilhelm Christian Müller, musicista, insegnante e viaggiatore tedesco († 1831)
- 1754 - Edward Clive, I conte di Powis, politico inglese († 1839)
- 1756 - Anton von Cetto, diplomatico, giurista e nobile tedesco († 1847)
- 1756 - Giovanni Battista Fanucci, storico italiano († 1834)
- 1760 - Gilles Joseph Martin Bruneteau, generale e politico francese († 1830)
- 1763 - Léger-Félicité Sonthonax, politico francese († 1813)
- 1765 - Joseph Nicéphore Niépce, fotografo francese († 1833)
- 1770 - Gabriel Jean Joseph Molitor, generale francese († 1849)
- 1770 - William Paulding Jr., politico statunitense († 1854)
- 1780 - Alexandre Deschapelles, scacchista francese († 1847)
- 1780 - María Tomasa de Palafox, pittrice spagnola († 1835)
- 1782 - Angelo Mai, cardinale, teologo e filologo classico italiano († 1854)
- 1785 - Alessandro Manzoni, scrittore, poeta e drammaturgo italiano († 1873)
- 1787 - Domenico Bruschi, botanico e avvocato italiano († 1863)
- 1788 - Antoine César Becquerel, fisico francese († 1878)
- 1788 - Adriano Fieschi, cardinale italiano († 1858)
- 1789 - Michel Martin Drolling, pittore francese († 1851)
- 1790 - Władysław Ostrowski, militare polacco († 1869)
- 1792 - John Herschel, astronomo, matematico e chimico britannico († 1871)
- 1793 - Matthieu Bonafous, agronomo e botanico francese († 1852)
- 1794 - Matteo Antonio Picasso, pittore italiano († 1879)
- 1799 - František Ladislav Čelakovský, poeta ceco († 1852)
- 1799 - Pietro Luchini, pittore italiano († 1883)

## XIX secolo(204)
- 1802 - Edwin Landseer, pittore e scultore britannico († 1873)
- 1804 - Vasilij Andreevič Dolgorukov, generale russo († 1868)
- 1804 - Wilhelm Gail, pittore tedesco († 1890)
- 1806 - Giovanni Cittadella, politico italiano († 1884)
- 1806 - Adolphe Goupil, mercante d'arte e editore francese († 1893)
- 1807 - Joseph Decaisne, naturalista belga († 1882)
- 1807 - Andrew B. Moore, politico statunitense († 1873)
- 1807 - Franz von Pocci, illustratore, scrittore e musicista tedesco († 1876)
- 1808 - Johann Caspar Bluntschli, giurista e politico svizzero († 1881)
- 1809 - Malbim, rabbino ucraino († 1879)
- 1809 - Ephraim Willard Burr, politico statunitense († 1894)
- 1810 - Clito Carlucci, medico italiano († 1879)
- 1811 - Giuseppe Ferrari, filosofo, storico e politico italiano († 1876)
- 1812 - Filippo Mellana, politico italiano († 1874)
- 1814 - Tommaso Corsi, avvocato e politico italiano († 1891)
- 1814 - Ferdinando Monroy, principe di Pandolfina, politico italiano († 1897)
- 1814 - John Howard Raymond, educatore statunitense († 1878)
- 1817 - Alexandre Antigna, pittore francese († 1878)
- 1818 - David Cassel, storico e teologo tedesco († 1893)
- 1818 - Tomaso Luciani, patriota italiano († 1894)
- 1819 - Antonio Araldi, generale e politico italiano († 1891)
- 1820 - Théophile Bellando de Castro, notaio, poeta e musicista monegasco († 1903)
- 1820 - Emilio Faà di Bruno, militare e marinaio italiano († 1866)
- 1822 - Victor Massé, compositore francese († 1884)
- 1824 - Delfino Codazzi, matematico italiano († 1873)
- 1825 - Ferdinand Bauer, generale e politico austriaco († 1893)
- 1827 - John Hall Gladstone, chimico inglese († 1902)
- 1828 - Edmond Gondinet, scrittore e drammaturgo francese († 1888)
- 1830 - Camillo Marcolini, politico italiano († 1889)
- 1831 - Henry Moore, pittore inglese († 1895)
- 1832 - Giovanni Blandini, vescovo cattolico italiano († 1913)
- 1832 - Peter Marinus Thomsen, fotografo norvegese († 1871)
- 1833 - Franz Wohlfahrt, violinista e docente tedesco († 1884)
- 1834 - Giovanni Ferro Luzzi, magistrato e politico italiano († 1910)
- 1835 - Daniel Giraud Elliot, zoologo statunitense († 1915)
- 1836 - Cosimo Fabbri, politico italiano († 1894)
- 1837 - Henry Draper, medico e astronomo statunitense († 1882)
- 1837 - Angelo Romualdi, fantino italiano
- 1839 - Luciano Armanni, medico italiano († 1903)
- 1839 - Ludwig Mond, chimico britannico († 1909)
- 1839 - Giacomo Segre, militare italiano († 1894)
- 1842 - Georg Friedrich Knapp, economista tedesco († 1926)
- 1843 - Edwin H. Conger, politico e ambasciatore statunitense († 1907)
- 1843 - Ernest Ange Duez, pittore e illustratore francese († 1896)
- 1844 - Antony MacDonnell, I barone MacDonnell, politico irlandese († 1925)
- 1844 - Anthony Comstock, politico e attivista statunitense († 1915)
- 1844 - Dar'ja Konstantinovna Opočinina, nobildonna russa († 1870)
- 1845 - Edward Lloyd, tenore inglese († 1927)
- 1845 - Daniel David Palmer, pseudoscienziato canadese († 1913)
- 1845 - Giuseppe Toniolo, economista e sociologo italiano († 1918)
- 1846 - Giulio Maggi, patriota italiano
- 1846 - Giuseppe Turco, paroliere e giornalista italiano († 1903)
- 1846 - Karl Verner, filologo e linguista danese († 1896)
- 1848 - Silviano Brandão, politico brasiliano († 1902)
- 1849 - Luther Burbank, botanico statunitense († 1926)
- 1849 - Albin Haller, chimico francese († 1925)
- 1850 - Georg Ledebour, politico tedesco († 1947)
- 1850 - Pasquale Liotta Cristaldi, pittore italiano († 1909)
- 1850 - Tomáš Masaryk, sociologo, filosofo e politico cecoslovacco († 1937)
- 1853 - Cecilia Maria de Candia, scrittrice britannica († 1926)
- 1853 - Angelo De Vico, scultore italiano († 1932)
- 1853 - Nina Genke-Meller, artista russa († 1954)
- 1853 - William Onslow, IV conte di Onslow, politico inglese († 1911)
- 1854 - Arnaldo Angelucci, oculista italiano († 1933)
- 1854 - Carl Hocheder, architetto tedesco († 1917)
- 1854 - Georg Johann Pfeffer, zoologo tedesco († 1931)
- 1855 - Marie-Joseph Lagrange, religioso e biblista francese († 1938)
- 1855 - Robert de Montesquiou, poeta e scrittore francese († 1921)
- 1855 - Karl von den Steinen, psichiatra, esploratore e antropologo tedesco († 1929)
- 1856 - Violet Lindsay, artista inglese († 1937)
- 1857 - Giovanni Bacci, politico italiano († 1928)
- 1857 - Arthur Rudolf Hantzsch, chimico tedesco († 1935)
- 1857 - Julius Wagner-Jauregg, medico austriaco († 1940)
- 1857 - Carl Ernst von Stetten, pittore tedesco († 1942)
- 1860 - Giannino Antona Traversi, commediografo, scrittore e politico italiano († 1939)
- 1860 - René Doumic, critico letterario francese († 1937)
- 1860 - Jean Baptiste François René Koehler, zoologo francese († 1931)
- 1861 - Vittorio Novarese, geologo e mineralogista italiano († 1948)
- 1862 - Ernest Dupré, psichiatra e psicologo francese († 1921)
- 1862 - Juan Martínez Abades, pittore spagnolo († 1920)
- 1862 - Josef Strzygowski, storico dell'arte tedesco († 1941)
- 1863 - Thomas Brassey, II conte Brassey, nobile, editore e militare inglese († 1919)
- 1863 - Francesco Paolo Moncada, nobile e politico italiano († 1940)
- 1863 - Giuseppe Ovio, medico e politico italiano († 1957)
- 1864 - Ali bey Huseynzade, scrittore, filosofo e artista azero († 1940)
- 1864 - Guglielmo di Hohenzollern-Sigmaringen, nobile († 1927)
- 1865 - Sidney Brown, progettista, collezionista d'arte e imprenditore svizzero († 1941)
- 1866 - Paul Ernst, scrittore tedesco († 1933)
- 1866 - Hans Fruhstorfer, entomologo e esploratore tedesco († 1922)
- 1867 - Arvid Knöppel, tiratore a segno svedese († 1925)
- 1867 - Vincenzo Librandi, scrittore italiano († 1932)
- 1867 - Giovanni Battista Rosa, arcivescovo cattolico italiano († 1942)
- 1868 - Giovanni Giacometti, pittore svizzero († 1933)
- 1868 - Mikhail Andreyevich Reysner, giurista, storico e psicologo russo († 1928)
- 1869 - Paul Chabas, pittore francese († 1937)
- 1869 - Bertha Townsend, tennista statunitense († 1909)
- 1870 - Jimmy Barry, pugile statunitense († 1943)
- 1870 - Joseph Burtt Davy, botanico inglese († 1940)
- 1870 - Luigi Moneta, attore italiano († 1964)
- 1870 - Arturo Zanieri, pittore italiano († 1955)
- 1872 - Robert Linzeler, gioielliere francese († 1941)
- 1872 - Piet Mondrian, pittore olandese († 1944)
- 1872 - Giuseppe Pometta, scrittore svizzero († 1953)
- 1873 - Salvatore Ghinelli, cuoco italiano († 1939)
- 1873 - George K. Hollister, direttore della fotografia statunitense († 1952)
- 1873 - Madame Sul-Te-Wan, attrice statunitense († 1959)
- 1874 - Luigi Lavitrano, cardinale e arcivescovo cattolico italiano († 1950)
- 1875 - Giovanni Secondo Anfossi, politico italiano († 1960)
- 1875 - Albert Ayat, schermidore francese († 1935)
- 1875 - Giovanni Morselli, chimico, farmacista e dirigente d'azienda italiano († 1958)
- 1875 - Maurice Ravel, compositore, pianista e direttore d'orchestra francese († 1937)
- 1876 - Laura Orvieto, scrittrice italiana († 1953)
- 1876 - Enrico Del Torso, fotografo italiano († 1955)
- 1876 - Edgar Evans, esploratore e militare gallese († 1912)
- 1876 - Frederick Freake, giocatore di polo inglese († 1950)
- 1876 - Marcello Minale, medico, funzionario e politico italiano († 1948)
- 1876 - Frederik Poulsen, archeologo danese († 1950)
- 1876 - Friedrich Vierhapper, esploratore e botanico austriaco († 1932)
- 1877 - Gelasio Caetani, diplomatico e politico italiano († 1934)
- 1877 - Thorvald Ellegaard, pistard danese († 1954)
- 1877 - Almerico Ribera, enciclopedista italiano († 1967)
- 1878 - Carlo Frigerio, tipografo, giornalista e anarchico italiano († 1966)
- 1878 - Boris Michajlovič Kustodiev, pittore e scenografo russo († 1927)
- 1879 - Hugo Ballin, pittore, scenografo e regista statunitense († 1956)
- 1879 - Jules De Bisschop, canottiere belga († 1955)
- 1879 - Gennaro Favai, pittore italiano († 1958)
- 1879 - William le Maire de Warzée d'Hermalle, tennista belga († 1966)
- 1881 - Rodolfo Verduzio, ingegnere aeronautico e generale italiano († 1958)
- 1881 - Paolo de Töth, presbitero e giornalista italiano († 1965)
- 1883 - Attilio Momigliano, critico letterario italiano († 1952)
- 1884 - Frank Buck, attore, regista e scrittore statunitense († 1950)
- 1884 - Tommaso Fiore, scrittore e politico italiano († 1973)
- 1884 - Italo Foschi, politico e dirigente sportivo italiano († 1949)
- 1884 - Gaetano Orsolini, scultore, incisore e medaglista italiano († 1954)
- 1884 - Alberto Pirovano, genetista e agronomo italiano († 1973)
- 1885 - Milton Avery, pittore statunitense († 1965)
- 1885 - Augusto Manzini, pittore italiano († 1961)
- 1885 - Ernest Miller, direttore della fotografia statunitense († 1957)
- 1885 - Stith Thompson, etnologo statunitense († 1975)
- 1885 - John Tovey, ammiraglio britannico († 1971)
- 1886 - Bernardino Branca, imprenditore italiano († 1957)
- 1886 - Alberto Denti di Pirajno, medico, funzionario e scrittore italiano († 1968)
- 1886 - Jacques Majorelle, pittore francese († 1962)
- 1886 - Virginia Pearson, attrice statunitense († 1958)
- 1886 - Giuseppe Pièche, generale e agente segreto italiano († 1977)
- 1886 - Geoffrey Ingram Taylor, fisico inglese († 1975)
- 1886 - René Thomas, aviatore e pilota automobilistico francese († 1975)
- 1887 - Camillo Bruto Bonzi, scrittore, regista e sceneggiatore italiano († 1961)
- 1887 - Philip Brocklehurst, militare, geologo e esploratore britannico († 1975)
- 1887 - Heino Eller, compositore e docente estone († 1970)
- 1887 - Luigi Maria Grassi, vescovo cattolico italiano († 1948)
- 1887 - Aldo Moratti, religioso italiano († 1951)
- 1888 - Tjarda van Starkenborgh Stachouwer, diplomatico e politico olandese († 1978)
- 1888 - Walto Tuomioja, politico e giornalista finlandese († 1931)
- 1889 - Godfrey DeCourcelles Chevalier, militare e aviatore statunitense († 1922)
- 1889 - Ivar Lykke, calciatore danese († 1955)
- 1889 - Ioan Mihail Racoviță, generale e politico rumeno († 1954)
- 1889 - Arturo Torriano, generale italiano († 1950)
- 1889 - Ben Ames Williams, romanziere statunitense († 1953)
- 1890 - Rosario Candela, architetto italiano († 1953)
- 1890 - Gustaf Johnsson, ginnasta e diplomatico svedese († 1959)
- 1890 - Marja Kubašec, scrittrice tedesca († 1976)
- 1890 - Hubert Stevens, bobbista statunitense († 1974)
- 1891 - Josef Halumbirek, compositore di scacchi austriaco († 1968)
- 1891 - Rudolf Konrad, generale tedesco († 1964)
- 1891 - Félix Mendizábal, velocista spagnolo († 1959)
- 1891 - Umberto Nordio, architetto italiano († 1971)
- 1892 - Norman Gregg, oculista australiano († 1966)
- 1892 - Mario Pasqualillo, cantante italiano († 1973)
- 1892 - Cristoforo Pezzini, politico italiano († 1987)
- 1892 - James Smith, montatore statunitense († 1951)
- 1893 - Constantin Heldmann, generale tedesco († 1965)
- 1893 - Luitpold Popp, calciatore tedesco († 1968)
- 1893 - Thomas Roberts, arcivescovo cattolico britannico († 1976)
- 1894 - Marcel Déat, politico francese († 1955)
- 1894 - Gilbert Warrenton, direttore della fotografia statunitense († 1980)
- 1895 - Geoffrey W. Bromiley, presbitero, storico e teologo inglese († 2009)
- 1895 - Juan José Castro, compositore e direttore d'orchestra argentino († 1968)
- 1895 - Karel Koželuh, tennista, calciatore e hockeista su ghiaccio cecoslovacco († 1950)
- 1895 - Aurelio Manaresi, dirigente d'azienda e politico italiano († 1942)
- 1895 - Neco, calciatore brasiliano († 1977)
- 1895 - Werner Schrader, ufficiale tedesco († 1944)
- 1895 - Aukusti Sihvola, lottatore finlandese († 1947)
- 1895 - Wilhelm Süss, matematico tedesco († 1958)
- 1896 - Henri Duvanel, nuotatore e pallanuotista francese († 1953)
- 1896 - Henrik Stefán, pittore ungherese († 1971)
- 1897 - Joy Paul Guilford, psicologo statunitense († 1987)
- 1897 - József Künsztler, allenatore di calcio e calciatore ungherese († 1977)
- 1897 - Cy Young, animatore cinese († 1964)
- 1898 - Giuseppe Tommaso Gangale, glottologo, religioso e filosofo italiano († 1978)
- 1899 - Werner Hochbaum, regista, sceneggiatore e produttore cinematografico tedesco († 1946)
- 1899 - Willem Jacob Luyten, astronomo statunitense († 1994)
- 1899 - Alfredo Martinelli, attore italiano († 1968)
- 1899 - Fëdor Selin, calciatore sovietico († 1960)
- 1899 - Charles Warren Thornthwaite, geografo e climatologo statunitense († 1963)
- 1900 - Evald Aav, compositore estone († 1939)
- 1900 - Guido Andloviz, designer, ceramista e architetto italiano († 1971)
- 1900 - Herbert Blumer, sociologo statunitense († 1987)
- 1900 - Giuseppe Capogrossi, pittore italiano († 1972)
- 1900 - Benn Wolfe Levy, commediografo, sceneggiatore e politico britannico († 1973)
- 1900 - Fritz London, fisico tedesco († 1954)
- 1900 - Stefano Margotti, tiratore a segno italiano († 1981)
- 1900 - Siro Montanari, calciatore italiano († 1965)
- 1900 - Carel Willink, pittore olandese († 1983)

## XX secolo(918)
- 1901 - Guy Banister, investigatore statunitense († 1964)
- 1901 - Maryse Hilsz, aviatrice francese († 1946)
- 1901 - Elisabetta di Lussemburgo, principessa lussemburghese († 1950)
- 1902 - Bessie Allison Buchanan, politica, ballerina e cantante statunitense († 1980)
- 1902 - Giulio Bolaffi, partigiano e filatelista italiano († 1987)
- 1902 - Donald Oenslager, scenografo e docente statunitense († 1975)
- 1902 - Heinz Rühmann, attore tedesco († 1994)
- 1903 - Georg Kießling, calciatore tedesco († 1964)
- 1903 - Maud Lewis, pittrice canadese († 1970)
- 1903 - Bruno Varalli, calciatore italiano († 1972)
- 1904 - Ivar Ballangrud, pattinatore di velocità su ghiaccio norvegese († 1969)
- 1904 - Guido Baroni, giornalista e politico italiano († 1988)
- 1904 - Reinhard Heydrich, generale e poliziotto tedesco († 1942)
- 1904 - Bruno Katzianka, allenatore di calcio e calciatore italiano
- 1904 - Ladislav Ženíšek, allenatore di calcio e calciatore cecoslovacco († 1985)
- 1906 - Jaroslav Burgr, calciatore cecoslovacco († 1986)
- 1906 - Virgilio Dagnino, scrittore, giornalista e banchiere italiano († 1997)
- 1906 - Ernest Archibald McNab, militare canadese († 1977)
- 1907 - Manuel del Cabral, poeta, scrittore e diplomatico dominicano († 1999)
- 1907 - Serafino Carrera, calciatore italiano († 1986)
- 1907 - Placido Cortese, religioso e presbitero italiano († 1944)
- 1907 - Inman Jackson, cestista statunitense († 1973)
- 1907 - Giuseppe Ronca, calciatore italiano
- 1907 - Pietro Spinato, allenatore di calcio e calciatore italiano († 1977)
- 1907 - Juan Spósito, calciatore argentino
- 1907 - Giorgio Vecchietti, giornalista e conduttore televisivo italiano († 1975)
- 1907 - Jean Zuccarelli, politico francese († 1996)
- 1908 - Gianni Cavalieri, attore italiano († 1955)
- 1908 - Ruth Eddings, ballerina e attrice statunitense († 1955)
- 1908 - Laxman Singh, principe e politico indiano († 1989)
- 1908 - Anna Magnani, attrice italiana († 1973)
- 1908 - Andreas Munkert, calciatore tedesco († 1982)
- 1908 - Alexander Wyclif Reed, scrittore australiano († 1979)
- 1908 - Inge Viermetz, giornalista tedesca († 1997)
- 1909 - André Abegglen, allenatore di calcio e calciatore svizzero († 1944)
- 1909 - Giacomo Calandrone, politico, giornalista e sindacalista italiano († 1975)
- 1909 - Gian Paolo Callegari, giornalista, scrittore e sceneggiatore italiano († 1982)
- 1909 - Giorgio Dardanelli, ingegnere italiano († 1978)
- 1909 - Jurij Jankelevič, violinista e docente sovietico († 1973)
- 1909 - Irving Lerner, regista e giornalista statunitense († 1976)
- 1909 - Léo Malet, scrittore francese († 1996)
- 1909 - Roger Revelle, geologo e oceanografo statunitense († 1991)
- 1909 - Ryszard Siwiec, patriota polacco († 1968)
- 1910 - Antonio Purificato, militare italiano († 1937)
- 1911 - Luigi Casalino, calciatore italiano († 1991)
- 1911 - Bruno Geremia, calciatore italiano († 1937)
- 1911 - André Gérard, allenatore di calcio e calciatore francese († 1994)
- 1911 - Anthony Rumbold, diplomatico inglese († 1983)
- 1912 - Maria Coselli, velocista, altista e cestista italiana
- 1912 - Francesco Ferrero, calciatore e allenatore di calcio italiano († 1994)
- 1912 - Erasmo Franzoni, allenatore di calcio e calciatore italiano († 2006)
- 1912 - Willy Schröder, discobolo tedesco († 1990)
- 1912 - Preston Smith, politico statunitense († 2003)
- 1913 - Harry Andersson, calciatore svedese († 1996)
- 1913 - Arialdo Banfi, politico e partigiano italiano († 1997)
- 1913 - Lorenzo Morbelli, calciatore italiano († 1964)
- 1913 - André Zirnheld, militare francese († 1942)
- 1914 - Morton DaCosta, regista, sceneggiatore e attore statunitense († 1989)
- 1914 - Jacques Jomier, presbitero, religioso e islamista francese († 2008)
- 1914 - Alessandro Reggiani, politico e avvocato italiano († 1993)
- 1914 - Tommy Wonder, ballerino, attore e coreografo statunitense († 1993)
- 1914 - Takeo Yoshikawa, agente segreto giapponese († 1993)
- 1915 - Jacques Chaban-Delmas, politico, partigiano e generale francese († 2000)
- 1915 - Humberto Coloccini, calciatore argentino
- 1915 - Bruno Serotini, militare e aviatore italiano († 1943)
- 1916 - Clare Dennis, nuotatrice australiana († 1971)
- 1917 - Betty Holberton, programmatrice statunitense († 2001)
- 1917 - Pietro Leone, insegnante italiano († 1970)
- 1918 - Dario Ambrosini, pilota motociclistico italiano († 1951)
- 1918 - Evgenij Filippovič Ivanovskij, generale sovietico († 1991)
- 1918 - Börje Leander, calciatore svedese († 2003)
- 1918 - Rolf Thiele, regista, sceneggiatore e produttore cinematografico tedesco († 1994)
- 1919 - Janez Bole, direttore di coro sloveno († 2007)
- 1919 - Filippo Di Giovanni, aviatore e militare italiano († 1961)
- 1919 - Franz Fassbind, scrittore, drammaturgo e giornalista svizzero († 2003)
- 1919 - Enrico Gras, regista e sceneggiatore italiano († 1981)
- 1920 - Ángela María Aieta, attivista argentina († 1976)
- 1920 - Bo Yang, scrittore cinese († 2008)
- 1920 - Reg Lewis, calciatore inglese († 1997)
- 1920 - Eddy Paape, fumettista belga († 2012)
- 1920 - Willie Watson, calciatore, allenatore di calcio e crickettista inglese († 2004)
- 1921 - Gianni Di Palma, cantante italiano († 2002)
- 1921 - Alberto Predieri, giurista, economista e dirigente d'azienda italiano († 2001)
- 1921 - Bob Rensberger, cestista e allenatore di pallacanestro statunitense († 2007)
- 1921 - Mario Ventimiglia, calciatore italiano († 2005)
- 1921 - William Waddell, allenatore di calcio e calciatore britannico († 1992)
- 1922 - Umberto Betti, cardinale italiano († 2009)
- 1922 - Francesco Carassa, ingegnere italiano († 2006)
- 1922 - György Csányi, velocista ungherese († 1978)
- 1922 - Romolo Dal Mas, politico italiano († 1980)
- 1922 - Martin Geffert, astronomo tedesco († 2015)
- 1922 - Ejner Johansson, storico dell'arte, scrittore e regista danese († 2001)
- 1922 - Ol'ga Aleksandrovna Ladyženskaja, matematica sovietica († 2004)
- 1922 - Mochtar Lubis, scrittore e giornalista indonesiano († 2004)
- 1922 - Peter Murphy, calciatore inglese († 1975)
- 1922 - Andy Phillip, cestista e allenatore di pallacanestro statunitense († 2001)
- 1922 - Július Torma, pugile ungherese († 1991)
- 1922 - Aleksandr Uvarov, hockeista su ghiaccio sovietico († 1994)
- 1923 - Elio Assirelli, politico italiano († 2009)
- 1923 - Jack Mezirow, sociologo statunitense († 2014)
- 1924 - Kōbō Abe, scrittore, drammaturgo e regista teatrale giapponese († 1993)
- 1924 - Maria Grazia Gatti Randi, imprenditrice e dirigente d'azienda italiana († 2000)
- 1924 - Mina Gregori, storica dell'arte e docente italiana
- 1924 - Sven Hjertsson, calciatore svedese († 1999)
- 1924 - Elizabeth Kaufmann, austriaca
- 1924 - Boris Semënovič Markov, attore e regista sovietico († 1977)
- 1924 - Eduardo Paolozzi, scultore e incisore britannico († 2005)
- 1925 - Mario Bettoli, politico e partigiano italiano († 2012)
- 1925 - Guy Herbulot, vescovo cattolico francese († 2021)
- 1925 - François Houtart, presbitero, teologo e sociologo belga († 2017)
- 1925 - Sid McMeekan, cestista britannico († 1991)
- 1925 - Stan McMeekan, cestista britannico († 1971)
- 1925 - Riccardo Paladini, annunciatore televisivo e giornalista italiano († 1996)
- 1925 - Marino Raicich, insegnante e politico italiano († 1996)
- 1925 - Richard Vernon, attore britannico († 1997)
- 1926 - Dino Degani, partigiano italiano († 1944)
- 1926 - Li Han-hsiang, regista cinese († 1996)
- 1926 - Roberto Morisi, architetto italiano († 2019)
- 1926 - Ernst Ocwirk, calciatore e allenatore di calcio austriaco († 1980)
- 1926 - Ljubiša Spajić, calciatore e allenatore di calcio jugoslavo († 2004)
- 1926 - Joseph Verdeur, nuotatore statunitense († 1991)
- 1926 - Luciano Vincenzoni, sceneggiatore italiano († 2013)
- 1927 - Aleksandr Alpatov, calciatore e allenatore di calcio sovietico († 2006)
- 1927 - James Broderick, attore statunitense († 1982)
- 1927 - Víctor Brown, calciatore boliviano
- 1927 - Philippe Clay, attore e cantante francese († 2007)
- 1927 - Lallo Gori, compositore italiano († 1982)
- 1928 - Laura De Vescovi, fumettista italiana († 2018)
- 1928 - John O'Boyle, cestista e allenatore di pallacanestro statunitense († 1984)
- 1929 - Yvonne Chouteau, ballerina statunitense († 2016)
- 1929 - Robert Lemaître, calciatore francese († 2019)
- 1929 - Marion Marlowe, attrice statunitense († 2012)
- 1930 - Antony Armstrong-Jones, I conte di Snowdon, fotografo e regista britannico († 2017)
- 1930 - Robert D. Cardona, produttore televisivo, regista e sceneggiatore statunitense
- 1930 - Olavi Mannonen, pentatleta finlandese († 2019)
- 1930 - Salvatore Mannuzzu, scrittore, magistrato e politico italiano († 2019)
- 1930 - Stanley Miller, biochimico statunitense († 2007)
- 1930 - Claudio Racca, regista cinematografico e direttore della fotografia italiano († 2009)
- 1930 - Luís Trochillo, calciatore brasiliano († 1998)
- 1931 - Ženi Božinova, attrice bulgara
- 1931 - Atsuko Ikeda, principessa giapponese
- 1931 - Mady Mesplé, soprano francese († 2020)
- 1931 - Sailor Roberts, giocatore di poker statunitense († 1995)
- 1931 - Zdeněk Rylich, cestista cecoslovacco († 2024)
- 1931 - Bachisio Scarpa, politico italiano († 2007)
- 1931 - Walter Taibo, calciatore uruguaiano († 2021)
- 1931 - Rinaldo Traini, editore, storico e sceneggiatore italiano († 2019)
- 1932 - Lola Beltrán, cantante e attrice messicana († 1996)
- 1932 - Momoko Kōchi, attrice giapponese († 1998)
- 1932 - Mario Messinis, critico musicale e musicologo italiano († 2020)
- 1932 - Carla Monti, attrice italiana († 2009)
- 1933 - Jackie Blanchflower, calciatore nordirlandese († 1998)
- 1933 - Antonio Collar, ex calciatore spagnolo
- 1933 - Donald Douglas, attore britannico
- 1933 - Hannelore Kohl, tedesca († 2001)
- 1933 - Alfredo Margreth, medico e biochimico italiano († 2021)
- 1934 - Andrea Barbato, giornalista, scrittore e politico italiano († 1996)
- 1934 - Ekrem Bora, attore turco († 2012)
- 1934 - Pietro Fiorindi, allenatore di calcio e ex calciatore italiano
- 1934 - Pierluigi Ronzon, ex calciatore italiano
- 1934 - Ágota Sebő, ex nuotatrice ungherese
- 1934 - Eugene F. Stoermer, biologo statunitense († 2012)
- 1934 - Zena Walker, attrice britannica († 2003)
- 1935 - Giuseppe Anfossi, vescovo cattolico italiano
- 1935 - Gordon French, informatico statunitense († 2019)
- 1935 - Wanda Romanelli, cantante italiana
- 1935 - Jean Thibaudeau, scrittore francese († 2013)
- 1935 - Reizō Ōhira, ex cestista giapponese
- 1936 - Loren Acton, fisico e ex astronauta statunitense
- 1936 - Colin Appleton, allenatore di calcio e calciatore inglese († 2021)
- 1936 - Freddie Gilroy, pugile irlandese († 2016)
- 1936 - Antonio Mercero, regista e sceneggiatore spagnolo († 2018)
- 1936 - Georges Perec, scrittore francese († 1982)
- 1936 - Julio Terrazas Sandoval, cardinale e arcivescovo cattolico boliviano († 2015)
- 1936 - Heinz Valk, artista, disegnatore e politico estone
- 1937 - Ennio Calabria, pittore e illustratore italiano († 2024)
- 1937 - Carmine Castellano, dirigente sportivo italiano
- 1937 - Paolo Galletti, nuotatore e pittore italiano († 2015)
- 1937 - Imre Sátori, calciatore ungherese († 2010)
- 1937 - Georgi Tringov, scacchista bulgaro († 2000)
- 1938 - David Baltimore, biologo statunitense
- 1938 - Alan Cousin, calciatore scozzese († 2016)
- 1938 - Derviş Eroğlu, politico cipriota
- 1938 - Albert Fert, fisico francese
- 1938 - Aristide Guarneri, ex calciatore e allenatore di calcio italiano
- 1938 - Gino Menicucci, arbitro di calcio italiano († 2015)
- 1938 - Nicolò Voltan, imprenditore e dirigente sportivo italiano
- 1938 - José Zamanillo, ex calciatore spagnolo
- 1939 - Umberto Ceriani, attore italiano
- 1939 - Danyel Gérard, cantante e compositore francese
- 1939 - Dušan Maravić, calciatore jugoslavo († 2025)
- 1939 - Panajot Pano, calciatore albanese († 2010)
- 1940 - John Bright, costumista britannico
- 1940 - Emanuele Cardinale, politico italiano († 2017)
- 1940 - Tony Conrad, violinista, compositore e artista statunitense († 2016)
- 1940 - Rudi Dutschke, sociologo e attivista tedesco († 1979)
- 1940 - Aldo Giarratano, politico e medico italiano
- 1940 - Glauco Gilardoni, calciatore italiano († 2005)
- 1940 - Alejandro Goić Karmelić, vescovo cattolico cileno
- 1940 - Kazuo Kamimura, fumettista, illustratore e saggista giapponese († 1986)
- 1940 - Marcello Pirro, artista e poeta italiano († 2008)
- 1940 - Santo Rossi, cestista italiano († 2020)
- 1940 - Viktor Savinych, cosmonauta sovietico
- 1940 - Daniel J. Travanti, attore statunitense
- 1940 - Renato Zardini, bobbista italiano
- 1941 - Ralph Bryans, pilota motociclistico britannico († 2014)
- 1941 - Mara Cruz, attrice spagnola
- 1941 - Helmut Hauser, ex calciatore tedesco
- 1941 - John C. Malone, dirigente d'azienda e imprenditore statunitense
- 1941 - Graham Moore, calciatore gallese († 2016)
- 1941 - Roger Paul Morin, vescovo cattolico statunitense († 2019)
- 1941 - Piers Paul Read, scrittore britannico
- 1941 - Joseph Schleifstein, superstite dell'Olocausto polacco
- 1941 - Peter Schuster, chimico austriaco
- 1942 - Pete Beathard, ex giocatore di football americano statunitense
- 1942 - Hamilton Bohannon, batterista, compositore e produttore discografico statunitense († 2020)
- 1942 - Michael Eisner, dirigente d'azienda, imprenditore e dirigente sportivo statunitense
- 1942 - Ivar Eriksen, ex pattinatore di velocità su ghiaccio norvegese
- 1942 - John McDowell, filosofo sudafricano
- 1942 - Robert Mensah, calciatore ghanese († 1971)
- 1942 - Tammy Faye Messner, personaggio televisivo e cantante statunitense († 2007)
- 1942 - Luciano Odorisio, regista e sceneggiatore italiano
- 1942 - Paul Preuss, scrittore statunitense
- 1942 - Christopher Seaman, direttore d'orchestra britannico
- 1943 - Bob Avakian, politico statunitense
- 1943 - Carolyn Carlson, danzatrice e coreografa statunitense
- 1943 - Marcella Di Folco, attivista, attrice e politica italiana († 2010)
- 1943 - Larry Lee, chitarrista e cantautore statunitense († 2007)
- 1943 - Bill MacMillan, hockeista su ghiaccio, allenatore di hockey su ghiaccio e dirigente sportivo canadese († 2023)
- 1943 - Bent Parodi, giornalista e scrittore italiano († 2009)
- 1943 - Renato Rutigliano, artista e attore italiano († 2001)
- 1943 - Les Selvage, cestista statunitense († 1991)
- 1943 - Grant Simmons, ex cestista statunitense
- 1943 - Arne Strid, botanico svedese
- 1943 - Luigi Uzzo, attore italiano († 1990)
- 1943 - Chris White, musicista britannico
- 1944 - Seppo Aho, pentatleta finlandese
- 1944 - Ranulph Fiennes, esploratore, scrittore e poeta britannico
- 1944 - Elton Gallegly, politico statunitense
- 1944 - Jim Garcia, ex giocatore di football americano statunitense
- 1944 - Joe Lewis, artista marziale statunitense († 2012)
- 1944 - David P. Farrington, criminologo e psicologo britannico († 2024)
- 1944 - Michael Rosbash, genetista statunitense
- 1944 - Uri Segal, direttore d'orchestra israeliano
- 1944 - Indulata Sukla, matematica indiana († 2022)
- 1944 - Townes Van Zandt, cantautore statunitense († 1997)
- 1945 - Arthur Lee, cantante e chitarrista statunitense († 2006)
- 1945 - Elizabeth Moon, autrice di fantascienza statunitense
- 1945 - Brunetta, cantante italiana
- 1945 - Sadakazu Tanigaki, politico giapponese
- 1945 - Reidar Tessem, calciatore e allenatore di calcio norvegese († 2025)
- 1946 - Gisella Burinato, attrice italiana
- 1946 - Michael Chaplin, attore statunitense
- 1946 - Aleksandr Dolgušin, pallanuotista sovietico († 2006)
- 1946 - Matthew Fisher, musicista, cantante e compositore britannico
- 1946 - Daniel Goleman, psicologo, scrittore e giornalista statunitense
- 1946 - John Heard, attore statunitense († 2017)
- 1946 - Okko Kamu, violinista e direttore d'orchestra finlandese
- 1946 - Zsuzsa Koncz, cantante ungherese
- 1946 - Tommaso Palladino, attore italiano
- 1946 - Carlos Reinoso, allenatore di calcio e ex calciatore cileno
- 1946 - Karel Vrolijk, ex cestista olandese
- 1946 - Peter Wolf, cantante statunitense
- 1947 - Jaroslav Barton, ex calciatore cecoslovacco
- 1947 - Marit Bech, coreografa italiana
- 1947 - Virginia Duenkel, ex nuotatrice statunitense
- 1947 - Greg Fillmore, ex cestista statunitense
- 1947 - Aurelio García, ex sciatore alpino spagnolo
- 1947 - Richard Lawson, attore statunitense
- 1947 - Michel Mercier, politico francese
- 1947 - Želimir Puljić, arcivescovo cattolico croato
- 1947 - Marilyn Ramenofsky, ex nuotatrice statunitense
- 1947 - Walter Röhrl, ex pilota di rally tedesco
- 1947 - Andrea Roncato, attore, comico e personaggio televisivo italiano
- 1947 - Flavio Ronchi, ex calciatore italiano
- 1947 - Rubén Suñé, calciatore e allenatore di calcio argentino († 2019)
- 1947 - Ollie Taylor, cestista statunitense († 2025)
- 1947 - Giuseppe Zenti, vescovo cattolico italiano
- 1948 - Michel Blanc-Dumont, fumettista francese
- 1948 - Maria Teresa Capecchi, politica italiana
- 1948 - Danilo Caymmi, chitarrista, flautista e cantante brasiliano
- 1948 - Adrian Forty, docente britannico
- 1948 - Vivian Joseph, ex pattinatrice artistica su ghiaccio statunitense
- 1948 - Daniel Rondeau, scrittore, giornalista e diplomatico francese
- 1948 - Ida D'Ippolito Vitale, politica italiana
- 1949 - Mietta Albertini, regista, giornalista e attrice italiana
- 1949 - Nelson Babrow, rugbista a 15 sudafricano († 2022)
- 1949 - Leopoldo José Brenes Solórzano, cardinale e arcivescovo cattolico nicaraguense
- 1949 - Roman Dmitriev, lottatore russo († 2010)
- 1949 - Severo Lombardoni, produttore discografico italiano († 2012)
- 1949 - Pat Mills, fumettista e scrittore britannico
- 1949 - Genyo Takeda, autore di videogiochi giapponese
- 1950 - Antonio Baldoni, ex calciatore italiano
- 1950 - Franco Harris, giocatore di football americano statunitense († 2022)
- 1950 - Orlando Mohorović, performance artist croato († 2018)
- 1950 - J.R. Richard, giocatore di baseball statunitense († 2021)
- 1951 - Félix Enríquez Alcalá, regista e produttore televisivo statunitense
- 1951 - Juan Javier Flores Arcas, religioso spagnolo
- 1951 - Éva Geiszhauer, ex cestista ungherese
- 1951 - Andrzej Gronowicz, ex canoista polacco
- 1951 - Ulla Henningsen, attrice e cantante danese
- 1951 - John James, ex tennista australiano
- 1951 - Juan Machuca, ex calciatore cileno
- 1951 - Paolo Pagliaro, giornalista e autore televisivo italiano
- 1951 - Barbara Polla, medico, gallerista e scrittrice svizzera
- 1951 - Rocco Prestia, bassista statunitense († 2020)
- 1951 - Nenad Stekić, lunghista jugoslavo († 2021)
- 1951 - Loren Wiseman, autore di giochi statunitense († 2017)
- 1952 - William Boyd, scrittore e sceneggiatore britannico
- 1952 - Aleksandr Elizarov, ex biatleta sovietico
- 1952 - Jacques-Rémy Girerd, regista, produttore cinematografico e scrittore francese
- 1952 - Beppe Leoncini, batterista italiano
- 1952 - Dominique Mamberti, cardinale e arcivescovo cattolico francese
- 1952 - Riccardo Migliori, politico italiano
- 1952 - Lynn Swann, politico e ex giocatore di football americano statunitense
- 1952 - Gianluigi Zuanel, ex ciclista su strada italiano
- 1953 - Jim Abromaitis, ex cestista statunitense
- 1953 - Kenny Aronoff, batterista statunitense
- 1953 - Anthony Carmona, politico trinidadiano
- 1953 - Jean Jacques Chagnaud, illustratore e fumettista francese
- 1953 - Ken Hill, ex calciatore inglese
- 1953 - Luigi Manueli, allenatore di calcio e ex calciatore italiano
- 1953 - Ferdinando Minucci, dirigente sportivo italiano
- 1953 - Jean-Dominique Senard, dirigente d'azienda francese
- 1954 - Eva Brunne, vescova luterana svedese
- 1954 - Mara Carocci, politica italiana
- 1954 - Parvez Diniar, ex cestista indiano
- 1954 - Ferruccio Giromini, fumettista italiano
- 1954 - Mirjana Maksimović, ex cestista jugoslava
- 1954 - Jasmina Tešanović, attivista, scrittrice e giornalista serba
- 1954 - Guido Zendron, vescovo cattolico italiano
- 1955 - Tranquillo Andreetta, ex ciclista su strada italiano
- 1955 - Michael Chance, controtenore britannico
- 1955 - Michael Jan Friedman, scrittore di fantascienza statunitense
- 1955 - Anupam Kher, attore, regista e produttore cinematografico indiano
- 1955 - Tommy Kramer, ex giocatore di football americano statunitense
- 1955 - Papa Winnie, cantante sanvincentino
- 1955 - Gustavo Rodríguez Vega, arcivescovo cattolico messicano
- 1955 - Al-Walid bin Talal, imprenditore e dirigente sportivo saudita
- 1956 - Brian Baird, politico statunitense
- 1956 - Bryan Cranston, attore, regista e produttore televisivo statunitense
- 1956 - Andrea Levy, scrittrice britannica († 2019)
- 1956 - Giuseppe Ponzoni, ex cestista italiano
- 1956 - Elio Presazzi, allenatore di sci alpino e ex sciatore alpino italiano
- 1956 - Quique Ramos, ex calciatore spagnolo
- 1957 - Maurizio Arrivabene, dirigente d'azienda e dirigente sportivo italiano
- 1957 - Robert Harris, scrittore e giornalista inglese
- 1957 - Karl-Heinz Helbing, ex lottatore tedesco
- 1957 - Kent Hill, ex giocatore di football americano statunitense
- 1957 - Rodolfo Laganà, attore, comico e regista teatrale italiano
- 1957 - Cosimo Mele, politico italiano († 2017)
- 1957 - Mark Richards, surfista australiano
- 1957 - Monty Ross, produttore cinematografico, attore e regista statunitense
- 1958 - Rick Bass, scrittore e ambientalista statunitense
- 1958 - Alan Hale, astronomo statunitense
- 1958 - Hélio dos Anjos, allenatore di calcio e ex calciatore brasiliano
- 1958 - Burkhard Jung, politico tedesco
- 1958 - Vladimir Kozlov, ex bobbista ucraino
- 1958 - John Lowey, calciatore inglese († 2019)
- 1958 - Rik Mayall, attore, comico e scrittore britannico († 2014)
- 1958 - Stefano Mayorca, scrittore, giornalista e artista italiano
- 1958 - Sandro Rosati, ex judoka italiano
- 1958 - Angelo Talocci, compositore italiano († 2018)
- 1959 - Redouane Drici, allenatore di calcio e ex calciatore algerino
- 1959 - Luanne Hebb, ex cestista canadese
- 1959 - Eva Holubová, attrice ceca
- 1959 - Tom Lehman, golfista statunitense
- 1959 - Pirkko Määttä, ex fondista finlandese
- 1959 - Donna Murphy, attrice statunitense
- 1959 - Bruce Pavitt, produttore discografico statunitense
- 1959 - Craig Pittman, ex wrestler e militare statunitense
- 1959 - Nick Searcy, attore statunitense
- 1959 - Luciano Spalletti, allenatore di calcio e ex calciatore italiano
- 1959 - Marisol Touraine, politica francese
- 1959 - Sam Williams, ex cestista statunitense
- 1960 - Andrea Abodi, politico, dirigente sportivo e dirigente d'azienda italiano
- 1960 - Olivera Čangalović, ex cestista jugoslava
- 1960 - Jozef Chovanec, allenatore di calcio e ex calciatore ceco
- 1960 - Ivan Lendl, ex tennista e allenatore di tennis cecoslovacco
- 1960 - Hassan Najmi, poeta, scrittore e giornalista marocchino
- 1960 - Kazuo Ozaki, ex calciatore giapponese
- 1960 - Georgi Todorov, ex pesista bulgaro
- 1960 - Fernando Valera Sánchez, vescovo cattolico spagnolo
- 1960 - Siegfried Wentz, ex multiplista tedesco
- 1960 - Doogie White, cantante britannico
- 1961 - Tomás Bobadilla, ex giocatore di calcio a 5 paraguaiano
- 1961 - Ronnie Brunswijk, politico surinamese
- 1961 - Warrel Dane, cantante statunitense († 2017)
- 1961 - Luis Doreste, velista spagnolo
- 1961 - Nicolas Dupont-Aignan, politico francese
- 1961 - Mary Beth Evans, attrice statunitense
- 1961 - Domingos Lampariello, allenatore di pallavolo, ex pallavolista e ex giocatore di beach volley brasiliano
- 1961 - Bruno Limido, ex calciatore italiano
- 1961 - Martina Schettina, scultrice e artista austriaca
- 1961 - Sanae Takaichi, politica giapponese
- 1961 - Danny Tenaglia, disc jockey e produttore discografico statunitense
- 1961 - Bice Vanzetta, ex fondista italiana
- 1961 - Juan Vargas, politico statunitense
- 1962 - Anna Burns, scrittrice britannica
- 1962 - Taylor Dayne, cantante e attrice statunitense
- 1962 - Anel Karabeg, allenatore di calcio e ex calciatore bosniaco
- 1962 - Kim Tae-woo, ex lottatore sudcoreano
- 1962 - Loredana Russo, politica italiana
- 1962 - Nurfitriyana Saiman, ex arciera indonesiana
- 1962 - Fulvio Saini, allenatore di calcio e ex calciatore italiano
- 1962 - David Shankle, chitarrista statunitense
- 1962 - Andrea Tagliapietra, filosofo e saggista italiano
- 1963 - Bill Brochtrup, attore statunitense
- 1963 - Bartolomé Buigues Oller, vescovo cattolico e missionario spagnolo
- 1963 - Carlos Bardem, attore, scrittore e sceneggiatore spagnolo
- 1963 - Alberto Fuguet, scrittore, giornalista e regista cileno
- 1963 - Luca Fusi, allenatore di calcio e ex calciatore italiano
- 1963 - E. L. James, scrittrice britannica
- 1963 - Ariane Koizumi, modella e attrice statunitense
- 1963 - Maria Lindström, ex tennista svedese
- 1963 - Jonas Nilsson, ex sciatore alpino svedese
- 1963 - Bruce Prichard, statunitense
- 1963 - Alessandro Ricci, doppiatore, direttore del doppiaggio e conduttore televisivo italiano
- 1963 - Mark Rowland, ex siepista britannico
- 1963 - Alberto Testone, attore italiano
- 1964 - Giuseppe Accardi, procuratore sportivo e ex calciatore italiano
- 1964 - Enio Bonaldi, allenatore di calcio e ex calciatore italiano
- 1964 - Bret Easton Ellis, scrittore e sceneggiatore statunitense
- 1964 - Denyce Graves, mezzosoprano statunitense
- 1964 - Vladimir Smirnov, dirigente sportivo e ex fondista kazako
- 1964 - Wanda Sykes, comica, attrice e sceneggiatrice statunitense
- 1964 - Luís Carlos Tóffoli, calciatore e allenatore di calcio brasiliano († 2016)
- 1965 - Flipper Anderson, ex giocatore di football americano statunitense
- 1965 - Steve Beuerlein, ex giocatore di football americano statunitense
- 1965 - Anna-Lena Fritzon, ex triatleta e sciatrice nordica svedese
- 1965 - Tore Hadler-Olsen, ex calciatore norvegese
- 1965 - Sidney Johnson, ex giocatore di football americano statunitense
- 1965 - Marco Marinangeli, compositore, produttore discografico e tastierista italiano
- 1965 - Massimo Minto, ex cestista e dirigente sportivo italiano
- 1966 - Alessandro Bergallo, attore e cabarettista italiano
- 1966 - Günther Csar, ex combinatista nordico austriaco
- 1966 - Tony Daly, ex rugbista a 15 e allenatore di rugby a 15 australiano
- 1966 - Jonathan Del Arco, attore uruguaiano
- 1966 - Vladimir Dračëv, ex biatleta russo
- 1966 - Ludwig Kögl, ex calciatore tedesco
- 1966 - Colette Leblanc, ex cestista belga
- 1966 - Mauro Martelli, canottiere italiano
- 1966 - Daniel Plaza, ex marciatore spagnolo
- 1966 - Atsushi Sakurai, cantante e batterista giapponese († 2023)
- 1966 - Francesco Svelto, ingegnere italiano
- 1966 - Joy Tanner, attrice statunitense
- 1967 - Masimba Dinyero, ex calciatore e ex giocatore di calcio a 5 zimbabwese
- 1967 - Jeff Eastin, produttore televisivo e sceneggiatore statunitense
- 1967 - Ruthie Henshall, attrice, cantante e ballerina inglese
- 1967 - Dario Nicoletti, ex ciclista su strada italiano
- 1967 - Jeff Query, ex giocatore di football americano statunitense
- 1967 - Rodrigo Rojas de Negri, fotografo cileno († 1986)
- 1967 - Carvie Upshaw, ex cestista statunitense
- 1967 - Fabio Valguarnera, ex lottatore italiano
- 1967 - Ai Yazawa, fumettista giapponese
- 1967 - Zheng Haixia, ex cestista cinese
- 1968 - Jason Altmire, politico statunitense
- 1968 - Adel Amrouche, allenatore di calcio, dirigente sportivo e ex calciatore algerino
- 1968 - Gianmauro Dell'Olio, politico italiano
- 1968 - Diego Galeri, batterista italiano
- 1968 - Driss Ksikes, giornalista e scrittore marocchino
- 1968 - Krystyna Liberda, ex biatleta polacca
- 1968 - Sarah Ladipo Manyika, scrittrice nigeriana
- 1968 - Danielle Perpoli, ex velocista italiana
- 1968 - Abdul Ghani Shahad, allenatore di calcio e ex calciatore iracheno
- 1968 - Tarkan Tüzmen, cantante turco
- 1968 - Ed Warby, batterista olandese
- 1969 - Takanori Kōno, ex combinatista nordico giapponese
- 1969 - Valentin Kononen, ex marciatore finlandese
- 1969 - Massimo Lotti, allenatore di calcio e ex calciatore italiano
- 1969 - Hideki Noda, pilota automobilistico giapponese
- 1969 - Augusto Martín Quijano Rodríguez, vescovo cattolico peruviano
- 1969 - Valeria Rossi, cantautrice italiana
- 1969 - Dionysius Sebwe, ex calciatore liberiano
- 1969 - Jeff Struecker, scrittore statunitense
- 1970 - Ståle Andersen, ex giocatore di calcio a 5, allenatore di calcio e ex calciatore norvegese
- 1970 - Andy Blankenbuehler, coreografo, ballerino e attore statunitense
- 1970 - Nathalie Even-Lancien, ex pistard francese
- 1970 - Litterial Green, ex cestista e allenatore di pallacanestro statunitense
- 1970 - Petra Mede, conduttrice televisiva, comica e danzatrice svedese
- 1970 - Mohammad Mehranpour, ex calciatore e ex giocatore di calcio a 5 iraniano
- 1970 - Alex O'Brien, ex tennista statunitense
- 1970 - Maximilian Rio, arrangiatore e produttore discografico italiano
- 1970 - Elio Signorelli, dirigente sportivo e ex calciatore italiano
- 1970 - Rachel Weisz, attrice e produttrice cinematografica britannica
- 1971 - Tal Banin, allenatore di calcio e ex calciatore israeliano
- 1971 - Antoni Comín, politico e docente spagnolo
- 1971 - Tony T, disc jockey e cantante britannico
- 1971 - Anders Eide, ex fondista norvegese
- 1971 - Edvard Lasota, ex calciatore ceco
- 1971 - Aggelos Misos, ex calciatore cipriota
- 1971 - Francesca Rettondini, attrice e conduttrice televisiva italiana
- 1971 - Peter Sarsgaard, attore statunitense
- 1971 - Josh Stolberg, sceneggiatore e regista statunitense
- 1971 - Aleksej Zelenskij, ex slittinista russo
- 1971 - Matthew Vaughn, regista, sceneggiatore e produttore cinematografico britannico
- 1972 - Kristan Bromley, ex skeletonista britannico
- 1972 - Tylene Buck, ex attrice pornografica e ex wrestler statunitense
- 1972 - Nate Campbell, pugile statunitense
- 1972 - Steve Colley, pilota motociclistico britannico
- 1972 - Vladislav Gavriliuc, ex calciatore moldavo
- 1972 - Xavier Giannoli, regista e sceneggiatore francese
- 1972 - Alessandro Greco, conduttore televisivo, conduttore radiofonico e imitatore italiano
- 1972 - Jang Dong-gun, attore, comico e cantante sudcoreano
- 1972 - Nathalie Poza, attrice spagnola
- 1972 - János Radoki, allenatore di calcio e ex calciatore ungherese
- 1972 - Samuel, cantautore italiano
- 1972 - Maxim Roy, attrice canadese
- 1973 - Fabiano Ballarin, ex calciatore italiano
- 1973 - Faysal Ben Ahmed, ex calciatore tunisino
- 1973 - Bruno Dorella, musicista e produttore discografico italiano
- 1973 - Jay Duplass, regista, sceneggiatore e attore statunitense
- 1973 - César Farías, allenatore di calcio venezuelano
- 1973 - Laurent Gané, ex pistard francese
- 1973 - Andrew Haigh, regista, sceneggiatore e produttore cinematografico britannico
- 1973 - Jennifer Hammon, attrice statunitense
- 1973 - Sébastien Izambard, cantante francese
- 1973 - Tomasz Kłos, allenatore di calcio e ex calciatore polacco
- 1973 - Viktorija Leleka, ex cestista ucraina
- 1973 - Ray Parlour, ex calciatore inglese
- 1973 - Phillip Shearer, ex calciatore britannico
- 1973 - Eiji Takemoto, doppiatore giapponese
- 1974 - Larry Bagby, attore e musicista statunitense
- 1974 - Leonardo Baracani, ex arbitro di calcio italiano
- 1974 - Corina Bomann, scrittrice tedesca
- 1974 - Michele Didoni, ex marciatore italiano
- 1974 - Jenna Fischer, attrice statunitense
- 1974 - Lea Karen Gramsdorff, attrice italiana
- 1974 - James Hogan, chitarrista statunitense
- 1974 - Jiri Homola, ex calciatore ceco
- 1974 - Krizz Kaliko, rapper e cantante statunitense
- 1974 - Lucio Maurino, karateka e militare italiano
- 1974 - Tobias Menzies, attore britannico
- 1974 - Facundo Sava, allenatore di calcio e ex calciatore argentino
- 1974 - Angelo Temellini, ex pallanuotista e allenatore di pallanuoto italiano
- 1974 - Paco Vázquez, allenatore di pallacanestro e ex cestista spagnolo
- 1974 - Maysoon Zayid, attrice, comica e attivista statunitense
- 1975 - Audrey Marie Anderson, attrice e modella statunitense
- 1975 - Ljubomira Bačeva, ex tennista bulgara
- 1975 - Maurizio Carnino, ex pattinatore di short track e pattinatore di velocità su ghiaccio italiano
- 1975 - Space Cowboy, disc jockey e musicista francese
- 1975 - Li Ching, ex tennistavolista hongkonghese
- 1975 - Liang Xin, ex cestista cinese
- 1975 - Ben Melmeth, ex cestista australiano
- 1975 - Ganira Pashayeva, politica e giornalista azera († 2023)
- 1975 - Sarayu Blue, attrice statunitense
- 1975 - Mika Sakai, giocatrice di bowling giapponese
- 1975 - Oleksandr Strel'cov, bobbista ucraino
- 1975 - T. J. Thyne, attore statunitense
- 1975 - Danielle Viglione, ex cestista e allenatrice di pallacanestro statunitense
- 1976 - Dominic Chapman, rugbista a 15 inglese
- 1976 - Christian Geselle, politico tedesco
- 1976 - Greg Jacks, batterista francese
- 1976 - Zaid al-Khas, ex cestista giordano
- 1976 - Nils Lexerød, allenatore di calcio, dirigente sportivo e ex calciatore norvegese
- 1976 - Ruggero Rossi De Mio, ex hockeista su ghiaccio italiano
- 1976 - Thorsten Schriever, arbitro di calcio tedesco
- 1976 - Ervin Smajlagić, allenatore di calcio e ex calciatore bosniaco
- 1977 - Dante Boninfante, allenatore di pallavolo e ex pallavolista italiano
- 1977 - Marica Branchesi, astrofisica italiana
- 1977 - Luca Capuano, attore italiano
- 1977 - Paul Cattermole, cantante britannico († 2023)
- 1977 - Jérôme Fernandez, allenatore di pallamano e ex pallamanista francese
- 1977 - Gianluca Grava, dirigente sportivo, allenatore di calcio e ex calciatore italiano
- 1977 - José Carlos de Araújo Nunes, ex calciatore portoghese
- 1977 - Ronan O'Gara, ex rugbista a 15 e allenatore di rugby a 15 irlandese
- 1977 - Ludmila Richterová, ex tennista ceca
- 1977 - Ramona Roth, ex fondista tedesca
- 1977 - Vincenzo Schettini, divulgatore scientifico, youtuber e conduttore televisivo italiano
- 1977 - Nathalie Tocci, politologa e editorialista italiana
- 1977 - Brent Weeks, scrittore statunitense
- 1977 - Mitja Zastrow, ex nuotatore olandese
- 1978 - Francesca Gallina, linguista, dirigente sportivo e rugbista a 15 italiana
- 1978 - Katie Gold, ex attrice pornografica statunitense
- 1978 - Elisa Guidelli, scrittrice, sceneggiatrice e giornalista italiana
- 1978 - Emilio Mora, ex calciatore messicano
- 1978 - Alice Pedrazzi, ex cestista e giornalista italiana
- 1978 - Saša Stanišić, scrittore bosniaco
- 1978 - Azis, cantante bulgaro
- 1978 - Cristina Ugolini, calciatrice italiana
- 1979 - Josip Balatinac, ex calciatore croato
- 1979 - Rodrigo Braña, ex calciatore argentino
- 1979 - Eleonora Di Miele, attrice, conduttrice televisiva e ballerina italiana
- 1979 - Nilton Fernandes, ex calciatore capoverdiano
- 1979 - Danilo Gerlo, ex calciatore argentino
- 1979 - Andy Griffin, ex calciatore britannico
- 1979 - Silvia Intxaurrondo, giornalista e conduttrice televisiva spagnola
- 1979 - Viktor Kobzystyj, cestista e allenatore di pallacanestro ucraino († 2023)
- 1979 - David Kutyauripo, ex calciatore zimbabwese
- 1979 - Anthony Pedroza, ex cestista statunitense
- 1979 - Ricardo Rosselló, politico e neuroscienziato portoricano
- 1979 - Amanda Somerville, mezzosoprano e compositrice statunitense
- 1979 - Albert Sosnowski, pugile polacco
- 1979 - Ilenia Volpe, cantautrice e musicista italiana
- 1980 - Felipe Andreoli, bassista brasiliano
- 1980 - Herbert Ballerina, comico e attore italiano
- 1980 - Murat Boz, cantante e attore turco
- 1980 - Byeon Yeon-ha, ex cestista sudcoreana
- 1980 - Will Chalker, supermodello inglese
- 1980 - Fabio De Masi, politico tedesco
- 1980 - Adriano José Faggian Galvão, ex cestista brasiliano
- 1980 - Olli-Pekka Karjalainen, martellista finlandese
- 1980 - Shaka King, regista, sceneggiatore e produttore cinematografico statunitense
- 1980 - Guillaume Moullec, ex calciatore francese
- 1980 - Patrick Mutombo, ex cestista e allenatore di pallacanestro della Repubblica Democratica del Congo
- 1980 - Hideo Ōshima, ex calciatore giapponese
- 1980 - Laura Prepon, attrice statunitense
- 1980 - Fabien Raddas, ex calciatore francese
- 1980 - Pablo Santillo, ex calciatore argentino
- 1980 - Svetlana Shikshina, goista russa
- 1980 - Elisabete Tavares, ex astista portoghese
- 1980 - Dīmītrīs Tsaldarīs, ex cestista e allenatore di pallacanestro greco
- 1980 - Fabiana de Oliveira, pallavolista brasiliana
- 1981 - Kanga Akalé, ex calciatore ivoriano
- 1981 - Alexandre Blain, ex ciclista su strada francese
- 1981 - Cristiano Camillucci, calciatore e allenatore di calcio italiano
- 1981 - Olga Lounová, cantautrice e attrice ceca
- 1981 - Colin Nish, ex calciatore scozzese
- 1981 - Súni Olsen, ex calciatore faroese
- 1981 - Selim Teber, ex calciatore tedesco
- 1981 - Tiago Valentim de Lima, ex cestista brasiliano
- 1981 - Andreas Wilson, attore svedese
- 1981 - Stefano Zampogna, ex cestista italiano
- 1982 - Giorgio Dante, pittore italiano
- 1982 - Francesco Del Grosso, regista e sceneggiatore italiano
- 1982 - Aarón Díaz, attore, cantante e modello messicano
- 1982 - Tomás Guzmán, ex calciatore paraguaiano
- 1982 - Leilton, ex calciatore brasiliano
- 1982 - David Oppenheim, giocatore di poker statunitense
- 1982 - Marc Planus, ex calciatore francese
- 1982 - Juan Silva, schermidore venezuelano
- 1982 - Kirill Troussov, violinista tedesco
- 1983 - Raquel Alessi, attrice statunitense
- 1983 - Nico Royale, cantante italiano
- 1983 - Cedric Bozeman, ex cestista statunitense
- 1983 - Haruichi Furudate, fumettista giapponese
- 1983 - Dean Hammond, ex calciatore inglese
- 1983 - Eye Haïdara, attrice francese
- 1983 - Greta Lee, attrice statunitense
- 1983 - Ed Ling, tiratore a volo britannico
- 1983 - Manucho, calciatore angolano
- 1983 - Hettienne Park, attrice e scrittrice statunitense
- 1983 - Maximiliano Richeze, ex ciclista su strada argentino
- 1983 - Kgomotso Sefolosha, ex cestista svizzero
- 1984 - Julija Andreeva, maratoneta kirghisa
- 1984 - Germán Basualdo, ex calciatore argentino
- 1984 - Evgenij Borisov, ex ostacolista russo
- 1984 - Steve Burtt, cestista statunitense
- 1984 - Morena Camilleri, cantautrice maltese
- 1984 - Cédric Collet, ex calciatore francese
- 1984 - Mathieu Flamini, imprenditore, ambientalista e ex calciatore francese
- 1984 - Brandon T. Jackson, attore, rapper e ballerino statunitense
- 1984 - Lei Sheng, schermidore cinese
- 1984 - Slavko Marić, ex calciatore serbo
- 1984 - Yudniel Pérez, ex cestista cubano
- 1984 - Jesús Armando Sánchez, ex calciatore messicano
- 1984 - Alex Somers, musicista e compositore statunitense
- 1984 - Ben Templesmith, disegnatore australiano
- 1984 - Dani Woodward, ex attrice pornografica statunitense
- 1984 - Douglas da Silva, ex calciatore brasiliano
- 1985 - Alessandro Bisolti, ex ciclista su strada italiano
- 1985 - Maciej Bodnar, ex ciclista su strada polacco
- 1985 - Douglas Creighton, cestista statunitense
- 1985 - Mohamed Fofana, ex calciatore maliano
- 1985 - Zah Rahan Krangar, ex calciatore liberiano
- 1985 - Lee Sung-jin, arciera sudcoreana
- 1985 - Gerwyn Price, giocatore di freccette e ex rugbista a 15 gallese
- 1985 - Pamela Rota, conduttrice televisiva, showgirl e modella italiana
- 1985 - Matthew Selt, giocatore di snooker inglese
- 1985 - Sidney Spencer, ex cestista statunitense
- 1985 - Kamil Zayatte, ex calciatore guineano
- 1986 - Carlos Blanco Pérez, egittologo, filosofo e orientalista spagnolo
- 1986 - Mona Fastvold, regista e sceneggiatrice norvegese
- 1986 - Charly Kalsanei, calciatore vanuatuano
- 1986 - Pavel Kočetkov, ex ciclista su strada russo
- 1986 - Matías Lara, giocatore di calcio a 5 argentino
- 1986 - Tywain McKee, cestista statunitense
- 1986 - Ivana Miloš, pallavolista croata
- 1986 - Pëtr Moiseev, bobbista russo
- 1986 - Ėl'šod Rasulov, pugile uzbeko
- 1986 - Rodrigo Suárez Peña, ex calciatore spagnolo
- 1986 - Álex Somoza, ex calciatore andorrano
- 1986 - Markus Steinhöfer, ex calciatore tedesco
- 1986 - Natko Zrnčić-Dim, ex sciatore alpino croato
- 1987 - Andrea Ambrosi, allenatore di hockey su ghiaccio e ex hockeista su ghiaccio italiano
- 1987 - Hatem Ben Arfa, ex calciatore francese
- 1987 - Igor Bychkov, astista spagnolo
- 1987 - Joel Carreno, giocatore di baseball dominicano
- 1987 - Eleni Foureira, cantante, attrice e ballerina albanese
- 1987 - Denis Galimzjanov, ex ciclista su strada russo
- 1987 - Saimir Kastrati, ex calciatore albanese
- 1987 - Miloš Krstić, ex calciatore serbo
- 1987 - Gisele Marvin, hockeista su ghiaccio statunitense
- 1987 - Aleksej Pugin, ex calciatore russo
- 1987 - Yiğitcan Turna, cestista turco
- 1987 - Sam Way, modello britannico
- 1987 - Sylta Fee Wegmann, attrice tedesca
- 1988 - Rochdi Achenteh, calciatore olandese
- 1988 - Emir Bajrami, calciatore svedese
- 1988 - Mikita Bukatkin, allenatore di calcio e ex calciatore bielorusso
- 1988 - Flavio Ciampichetti, calciatore argentino
- 1988 - Murray Davidson, ex calciatore scozzese
- 1988 - Jonathan Fumeaux, ex ciclista su strada svizzero
- 1988 - Moisés Lima Magalhães, ex calciatore brasiliano
- 1988 - DeMarcus Love, giocatore di football americano statunitense
- 1988 - Gleb Malʹcev, ex calciatore kazako
- 1988 - Daniele Marghitola, ex hockeista su ghiaccio svizzero
- 1988 - Valerio Mazzola, cestista italiano
- 1988 - MoTrip, rapper tedesco
- 1988 - Sonja Newcombe, pallavolista statunitense
- 1988 - Héctor Rodas, allenatore di calcio e ex calciatore spagnolo
- 1988 - Fariba Sheikhan, attrice spagnola
- 1988 - Alessio Ward, doppiatore e direttore del doppiaggio italiano
- 1988 - Serhij Čebotajev, ex calciatore ucraino
- 1988 - Valentina Ševčenko, artista marziale mista kirghisa
- 1989 - Gerald Anderson, attore e cestista filippino
- 1989 - Silvia Battisti, personaggio televisivo e ex modella italiana
- 1989 - André Carvalhas, ex calciatore portoghese
- 1989 - Guillermo Cosaro, calciatore argentino
- 1989 - Hurricane Chris, rapper statunitense
- 1989 - Diana Gómez, attrice spagnola
- 1989 - Cristian Lobato, calciatore spagnolo
- 1989 - John Moorhead, ex giocatore di football americano statunitense
- 1989 - Guido Mosenson, giocatore di calcio a 5 argentino
- 1989 - José Ignacio Martínez García, calciatore spagnolo
- 1989 - Kento Nagayama, attore giapponese
- 1989 - Erwin Nguéma, calciatore gabonese
- 1989 - Frank Olijve, ex calciatore olandese
- 1989 - Ante Pavić, tennista croato
- 1989 - Elvis Perlaza, calciatore colombiano
- 1989 - Ramón Soria Alonso, ex calciatore spagnolo
- 1989 - Markus Steuerwald, pallavolista tedesco
- 1989 - Roberto Torres Morales, calciatore spagnolo
- 1990 - Omri Ben Harush, calciatore israeliano
- 1990 - Choi Jong-hoon, musicista e attore sudcoreano
- 1990 - Artur Eršov, pistard e ciclista su strada russo
- 1990 - Charlotte Gilmartin, pattinatrice di short track britannica
- 1990 - Abigail e Brittany Hensel, statunitense
- 1990 - Tay Jardine, cantante statunitense
- 1990 - Jeong Dong-ho, calciatore sudcoreano
- 1990 - Antonio Martínez Felipe, ex calciatore spagnolo
- 1990 - Leuterīs Matsoukas, calciatore greco
- 1990 - Drew Nowak, giocatore di football americano statunitense
- 1990 - Gary Noël, ex calciatore inglese
- 1990 - Ryō Okui, calciatore giapponese
- 1990 - Bryson Pope, cestista francese
- 1990 - Joshiko Saibou, cestista tedesco
- 1990 - Isa bin Salman Al Khalifa, nobile bahreinita
- 1990 - Danielle Scott, sciatrice freestyle australiana
- 1990 - Facundo Sánchez, calciatore argentino
- 1990 - Tornik'e Tarkhnishvili, ex calciatore georgiano
- 1990 - Terrico White, cestista statunitense
- 1990 - Jeff Withey, cestista statunitense
- 1991 - Ádám Balajti, calciatore ungherese
- 1991 - Andy Boyle, calciatore irlandese
- 1991 - Damian Byrtek, calciatore polacco
- 1991 - Xavier Chavalerin, calciatore francese
- 1991 - Ian Clark, cestista statunitense
- 1991 - Raynick Damasco, ex calciatore olandese
- 1991 - Julen Etxabeguren, calciatore spagnolo
- 1991 - Raphaela Folie, pallavolista italiana
- 1991 - Daisy Head, attrice britannica
- 1991 - Quenten Martinus, ex calciatore olandese
- 1991 - Anthony Mfa Mezui, calciatore gabonese
- 1991 - Yefferson Moreira, calciatore uruguaiano
- 1991 - Andrea Regis, ex judoka italiano
- 1991 - Michele Rigione, calciatore italiano
- 1991 - Alexander Ruud Tveter, calciatore norvegese
- 1991 - José Javier del Águila, calciatore guatemalteco
- 1992 - Ante Bakmaz, calciatore australiano
- 1992 - Zacharie Boucher, calciatore francese
- 1992 - Yulema Corres, ex calciatrice spagnola
- 1992 - Íñigo Eguaras, calciatore spagnolo
- 1992 - Robinson Ferreira, calciatore uruguaiano
- 1992 - Quanera Hayes, velocista statunitense
- 1992 - Justin Kelly, attore canadese
- 1992 - David Parry, giocatore di football americano statunitense
- 1992 - Michael Petrolini, regista, sceneggiatore e direttore della fotografia italiano
- 1992 - Vanessa Ponce, modella messicana
- 1992 - Bel Powley, attrice britannica
- 1992 - Diego Virrueta, calciatore peruviano
- 1992 - Yun Il-lok, calciatore sudcoreano
- 1992 - Artem Šabanov, calciatore ucraino
- 1993 - Leonid Akulinin, calciatore ucraino
- 1993 - André Biyogo Poko, calciatore gabonese
- 1993 - Antônio Carlos Capocasali, calciatore brasiliano
- 1993 - Diego Chávez, calciatore peruviano
- 1993 - Matthias Dorfer, biatleta tedesco
- 1993 - Mary Earps, calciatrice britannica
- 1993 - Alysbeth Félix, multiplista portoricana
- 1993 - Óscar Ignacio Hernández, calciatore cileno
- 1993 - Jackson Irvine, calciatore australiano
- 1993 - Gilberto Moraes Júnior, calciatore brasiliano
- 1993 - Jordan Ngatai, cestista neozelandese
- 1993 - Santy Ngom, calciatore francese
- 1993 - Mohamed Ouattara, calciatore burkinabé
- 1993 - Shawn Parker, ex calciatore tedesco
- 1993 - João Tiago Serrão Garcês, calciatore portoghese
- 1993 - Raivo Varažinskis, calciatore lettone
- 1993 - Vinícius Freitas, calciatore brasiliano
- 1993 - Denisa Allertová, ex tennista ceca
- 1994 - Islamnur Abdulavov, ex calciatore russo
- 1994 - Eddy Afonso, calciatore angolano
- 1994 - Lucas Ramon, calciatore brasiliano
- 1994 - Bronson Beatty, giocatore di football americano statunitense
- 1994 - Dahria Beatty, fondista canadese
- 1994 - Génesis Castillo, pallavolista portoricana
- 1994 - Elliot Dee, rugbista a 15 britannico
- 1994 - Filip Đorđević, calciatore serbo
- 1994 - Marvin Ducksch, calciatore tedesco
- 1994 - Andrew Harris, tennista e allenatore di tennis australiano
- 1994 - Tatsuya Hasegawa, calciatore giapponese
- 1994 - Ryō Hirakawa, pilota automobilistico giapponese
- 1994 - Chase Kalisz, nuotatore statunitense
- 1994 - Stanislav Klobása, calciatore ceco
- 1994 - Gergő Kocsis, calciatore ungherese
- 1994 - Jake Layman, cestista statunitense
- 1994 - Igor Lichnovsky, calciatore cileno
- 1994 - Ann-Katrin Magg, ex sciatrice alpina tedesca
- 1994 - An-Sophie Mestach, ex tennista belga
- 1994 - Abderrahmane Meziane, calciatore algerino
- 1994 - Ratu Nakalevu, calciatore figiano
- 1994 - Benjamin Perry, ex ciclista su strada canadese
- 1994 - Jason Perry-Murray, ex cestista statunitense
- 1994 - Jordan Pickford, calciatore inglese
- 1994 - Sophie Skelton, attrice britannica
- 1994 - Freddie Thorp, attore britannico
- 1994 - Devon Windsor, supermodella statunitense
- 1995 - Urša Bogataj, saltatrice con gli sci slovena
- 1995 - Pharoh Cooper, ex giocatore di football americano statunitense
- 1995 - Dāvis Geks, cestista lettone
- 1995 - Alberto Grassi, calciatore italiano
- 1995 - Aboubakar Kamara, calciatore francese
- 1995 - Fūma Kikuchi, cantante e attore giapponese
- 1995 - Maksim Martusevič, calciatore russo
- 1995 - Tomás Martínez, calciatore argentino
- 1995 - Mamudu Moro, calciatore ghanese
- 1995 - Haley Lu Richardson, attrice e ballerina statunitense
- 1995 - Devin Robinson, cestista statunitense
- 1995 - Gabriele Rossetti, tiratore a volo italiano
- 1995 - Brandon Thomson, rugbista a 15 sudafricano
- 1995 - Endrick dos Santos Parafita, calciatore brasiliano
- 1996 - Britta Backlund, sciatrice di velocità svedese
- 1996 - Clara Decortes, pallavolista italiana
- 1996 - Liam Donnelly, calciatore nordirlandese
- 1996 - Muaid Ellafi, calciatore libico
- 1996 - Marc García Antonell, cestista spagnolo
- 1996 - Carl Hopprich, calciatore seychellese
- 1996 - Oleksandr Kaplijenko, calciatore ucraino
- 1996 - Ihor Kohut, calciatore ucraino
- 1996 - Johannes Kreidl, calciatore austriaco
- 1996 - Marlon Mack, giocatore di football americano statunitense
- 1996 - Abdul Kadiri Mohammed, calciatore ghanese
- 1996 - Manel Navarro, cantante spagnolo
- 1996 - Mia Nicolai, cantautrice olandese
- 1996 - Bart Nieuwkoop, calciatore olandese
- 1996 - Cierra Runge, nuotatrice statunitense
- 1996 - Jakob Schnaitter, tennista tedesco
- 1996 - Csaba Spandler, calciatore ungherese
- 1996 - Matej Čurma, calciatore slovacco
- 1997 - Markus Bailey, giocatore di football americano statunitense
- 1997 - Tyler Bate, wrestler britannico
- 1997 - Jacob Buus, calciatore danese
- 1997 - Driton Camaj, calciatore montenegrino
- 1997 - Gabriel Carrasco, calciatore argentino
- 1997 - Megan Connolly, calciatrice irlandese
- 1997 - Bad Gyal, cantante e rapper spagnola
- 1997 - Ricardo Garay, calciatore paraguaiano
- 1997 - Alana Gebremariam, attivista bielorussa
- 1997 - Petar Gigić, calciatore serbo
- 1997 - Thomas Hayes, attore, produttore discografico e musicista norvegese
- 1997 - Gary Jennings Jr., giocatore di football americano statunitense
- 1997 - Kanu, calciatore brasiliano
- 1997 - Andrés Lioi, calciatore argentino
- 1997 - Laurent Lopes, ex calciatore francese
- 1997 - Patricia Mangan, sciatrice alpina statunitense
- 1997 - Luke Maye, cestista statunitense
- 1997 - Jhon Fredy Miranda, calciatore colombiano
- 1997 - Taher Mohamed, calciatore egiziano
- 1997 - Tristan Muyumba, calciatore francese
- 1997 - Joshua Patton, cestista statunitense
- 1997 - Bruno Rodrigues, calciatore brasiliano
- 1997 - Alpha Sissoko, calciatore francese
- 1997 - Aleksandr Sobolev, calciatore russo
- 1997 - Guévin Tormin, calciatore francese
- 1997 - Daniel Utomi, cestista statunitense
- 1997 - Ivan Zlobin, calciatore russo
- 1998 - Amanda Gorman, poetessa e attivista statunitense
- 1998 - Lavdrim Hajrulahu, calciatore svizzero
- 1998 - Jizz Hornkamp, calciatore olandese
- 1998 - Sven Karić, calciatore sloveno
- 1998 - Jean Thierry Lazare, calciatore ivoriano
- 1998 - Donovan Pines, calciatore statunitense
- 1998 - Charles Rihoux, nuotatore francese
- 1998 - Strahinja Stefanović, canoista serbo
- 1998 - Gabriella Taylor, tennista britannica
- 1998 - Timothé Vergiat, cestista francese
- 1998 - Enes Talha Şenses, altista turco
- 1999 - Ronald Araújo, calciatore uruguaiano
- 1999 - Mike van Beijnen, calciatore olandese
- 1999 - Franco González, calciatore argentino
- 1999 - Amar Hamdy, calciatore egiziano
- 1999 - Alan Marinelli, calciatore argentino
- 1999 - Tyrese Martin, cestista statunitense
- 1999 - Vladyslav Naumec', calciatore ucraino
- 1999 - Luca Pellegrini, calciatore italiano
- 1999 - Marvin Rittmüller, calciatore tedesco
- 1999 - Lucas Santos, calciatore brasiliano
- 1999 - Vuk Vulikić, cestista serbo
- 2000 - Diana Adamyan, violinista armena
- 2000 - Salar Aghapour, giocatore di calcio a 5 iraniano
- 2000 - Alaeddine Zouhir, calciatore tunisino
- 2000 - Or Blorian, calciatore israeliano
- 2000 - Othman Boussaid, calciatore belga
- 2000 - Zach Hemming, calciatore inglese
- 2000 - João Pedro Augusto Mourão Costa, calciatore portoghese
- 2000 - Daniels Ontužāns, calciatore lettone
- 2000 - Ihor Snurnicyn, calciatore ucraino

## XXI secolo(34)
- 2001 - Ben Bender, calciatore statunitense
- 2001 - Lee Buchanan, calciatore inglese
- 2001 - Ismael Casas, calciatore spagnolo
- 2001 - Robert Cash, tennista statunitense
- 2001 - Valentina Cavallar, ciclista su strada e ex canottiera austriaca
- 2001 - Yuri Collins, cestista statunitense
- 2001 - Frederik Jäkel, calciatore tedesco
- 2001 - Bruno Larregui, calciatore uruguaiano
- 2001 - Nickisha Pryce, velocista giamaicana
- 2001 - Tomás Tavares, calciatore portoghese
- 2001 - Takashi Uchino, calciatore giapponese
- 2002 - Lawrence Ennali, calciatore tedesco
- 2002 - Víctor Guzmán, calciatore messicano
- 2002 - Meg Harris, nuotatrice australiana
- 2002 - Joshua Karty, giocatore di football americano statunitense
- 2002 - Paul McGrath, marciatore spagnolo
- 2002 - Juan Santos da Silva, calciatore brasiliano
- 2002 - Waniss Taïbi, calciatore francese
- 2002 - Amadou Traoré, calciatore francese
- 2003 - Terrance Ferguson, giocatore di football americano statunitense
- 2003 - Mirko Gennai, pilota motociclistico italiano
- 2003 - Topi Keskinen, calciatore finlandese
- 2003 - Lucas Kongsholm, sciatore alpino svedese
- 2003 - Igor Jesus, calciatore brasiliano
- 2003 - Pia Møller, sciatrice alpina norvegese
- 2004 - Ichika Kajimoto, nuotatrice giapponese
- 2004 - Miroslav Marinov, calciatore bulgaro
- 2004 - Sita Sibiri, velocista e ostacolista burkinabè
- 2005 - Cian Shields, pilota automobilistico britannico
- 2005 - Jair Cunha, calciatore brasiliano
- 2006 - Jorrel Hato, calciatore olandese
- 2006 - Tre Johnson, cestista statunitense
- 2006 - Jonnie Newman, nuotatrice artistica canadese
- 2011 - Alessandra Mao, nuotatrice italiana

## Senza anno specificato(2)
- Annia Aurelia Galeria Lucilla, imperatrice romana († 182)
- Yuki Shiwasu, fumettista giapponese